# Geschiedenis van Nidwalden
Dit artikel gaat over de geschiedenis van het halfkanton Nidwalden. Samen met het halfkanton Obwalden vormt het het kanton Unterwalden.

## Van de vroegste tijd tot de Franse tijd
Nidwalden werd reeds 4000 v.Chr. bewoond. Bij de hoofdstad Stans zijn sporen gevonden van een boerennederzetting. Rond 1000 v.Chr. vestigden zich Kelten in het gebied dat nu het kanton Unterwalden omvat. In 50 v.Chr. viel Nid- en Obwalden in handen van de Romeinen. 
Omstreeks 650 werden Nid- en Unterwalden veroverd door de Alemannen die zich weldra vermengen met de plaatselijke bevolking. De Alemannen stichtten diverse nederzettingen die later zouden uitgroeien tot dorpen en steden. Hoewel Stans, de latere hoofdstad van het halfkanton Nidwalden pas in 1172 voor het eerst wordt genoemd, was er toch al in de 8e eeuw een stadje. Het bewijs hiervoor is de aanwezigheid van de stenen kerk die vóór 750 moet zijn gebouwd.
In 750 vielen Nid- en Obwalden in handen van de Franken en het werd in de 9e eeuw bij het graafschap Zürichgau gevoegd. In 843 kwam Unterwalden aan de Oostfrankische koningen. In 911 werd Unterwalden deel van het hertogdom Swaben en daarmee onderdeel van het Heilige Roomse Rijk. In de 11e eeuw regeren de graven van Lenzburg over Unterwalden; in 1173 kwam het aan de Habsburgers.
In de middeleeuwen ontstaan er diverse kloosters en parochies in Nidwalden: het klooster Muri bij Stans werd gebouwd, het klooster Engelberg werd verder vergroot en naast de reeds bestaande kerken worden er nieuwe gebouwd.

### Het Eedgenootschap en het ontstaan van de halfkantons
In 1291 sloten de bewoners van Unterwalden, Schwyz en Uri een eedgenootschap. Dit eedgenootschap was vooral gericht tegen de Habsburgers en vormt de kern van de huidige Bondsrepubliek Zwitserland. Unterwalden was in die tijd nog geen echte staat, maar in de loop van de 14e en 15e eeuw omtstonden de staats- en regeringsstructuren die nog altijd worden gehandhaafd. In 1309 werd Unterwalden rijksvrij en viel sindsdien onder rechtstreeks gezag van de keizer. Hierna ontstond de Landsgemeinde, een oeroude vorm van democratie. Unterwalden werd aan het einde van de middeleeuwen een zelfstandig kanton, maar werd wel opgesplitst in twee halfkantons: Nidwalden en Obwalden (ca. 1340).
In tegenstelling tot Obwalden nam Nidwalden deel aan de veroveringsoorlogen van het kanton Uri en Schwyz (verovering Bellinzona, Riviera en Blenio). De veroverde gebieden werden voogdijen en gezamenlijk bestuurd door Nidwalden, Schwyz en Uri. In 1512 schonk Paus Julius II Nidwalden diverse privileges, waaronder het recht om eigen priesters aan te wijzen.
Tijdens de Reformatie (16e eeuw) bleef Nidwalden rooms-katholiek, dit niet in de laatste plaats dankzij de katholieke hervormingsbeweging van de Contrareformatie in het halfkanton. 
Rond de 16e eeuw begon de bevolking van het halfkanton flink te groeien, toch had men hier niet zoveel last van; veel Nidwalder mannen namen dienst als huursoldaten in buitenlandse legers en emigreerden later met hun gezinnen naar het buitenland. Veel Nidwalders vestigden zich in de Elzas. Pas in de 18e eeuw ondervond men zulke grote problemen door de bevolksgroei, dat het van 1738 tot 1850 verboden was voor buitenlanders om zich blijvend in Nidwalden te vestigen. Rond die tijd verstarde ook het politieke systeem.
Tussen 1621 en 1625 werd het Vrouwenklooster St. Clara in Stans gebouwd.
In 1629 werd Nidwalden getroffen door een grote pestepidemie.

## Franse tijd

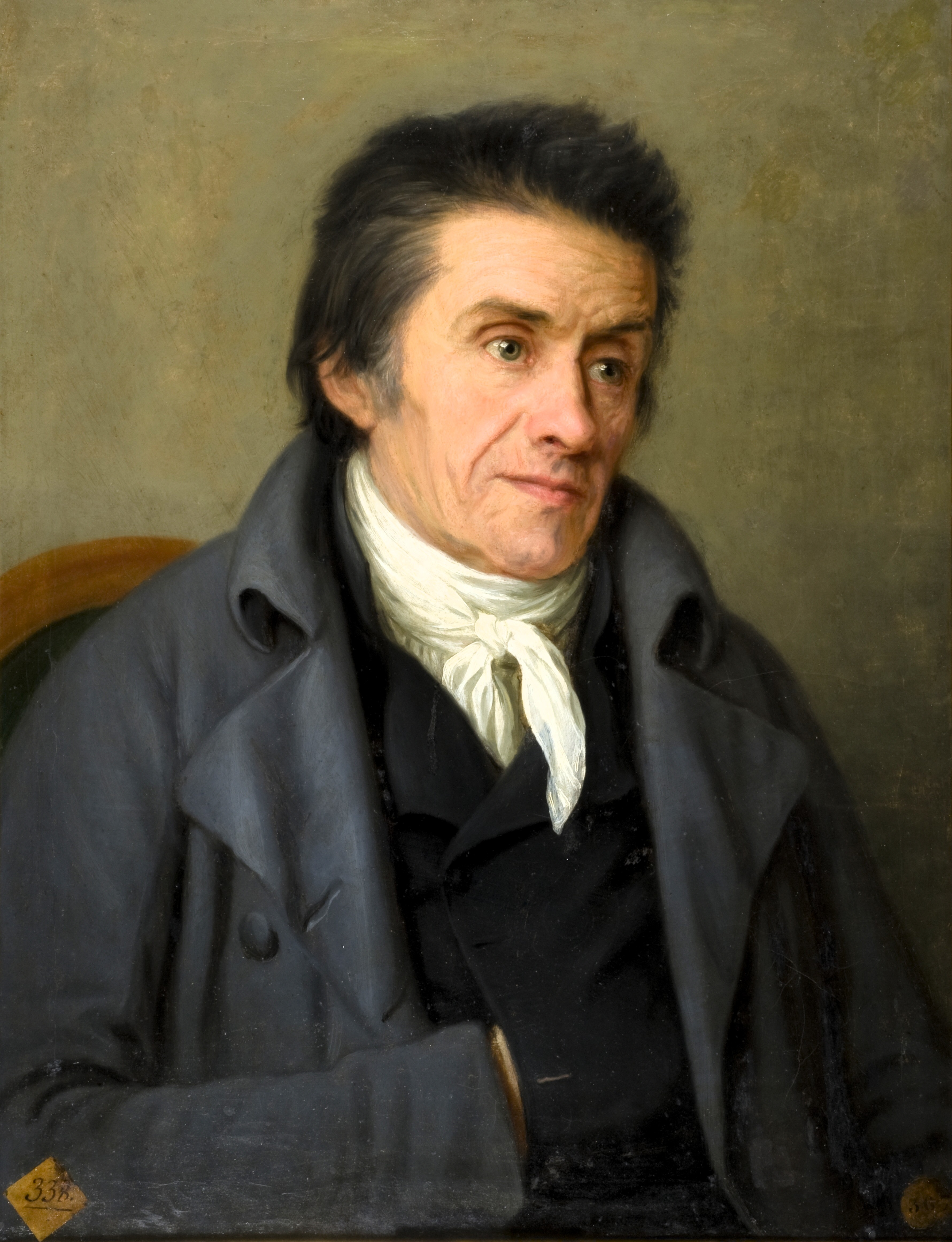
Johann Heinrich Pestalozzi

In de 18e eeuw werd er een begin gemaakt aan de verbetering van het onderwijs. Er ontstonden zogenoemde "Duitse scholen" en in 1778 werd de eerste Latijnse school in Stans geopend. In 1790 kwam er ook een kunstschool.
De ideeën van de Franse Revolutie, ontstaan onder stedelijke intellectuelen, vonden natuurlijkerwijs geen massale aanhang in een plattelandskanton als Nidwalden. Daar kwam bij dat Nidwalden reeds over een redelijk democratisch bestuur beschikte. In 1798 viel Nidwalden, net als de rest van Zwitserland in handen van de Franse revolutionairen. Landammann Franz Anton Wyrsch werd afgezet. De Nidwalders verzetten zich tegen de door Napoleon Bonaparte opgedrongen grondwet die van Zwitserland een gecentraliseerde eenheidsstaat ("Helvetische Republiek") zou maken en Nidwalden zou laten opgaan in het kanton Waldstätten en kwamen in opstand. Op 9 september 1798 werd de opstand genadeloos onderdrukt. Vele mannen en vrouwen, ca. 400, werden gedood. De goedaardige pedagoog Johann Heinrich Pestalozzi ontfermde zich over de wezen en stichtte in Stans een weeshuis waar de kinderen volgens de nieuwste methoden werden opgevoed en onderricht. 

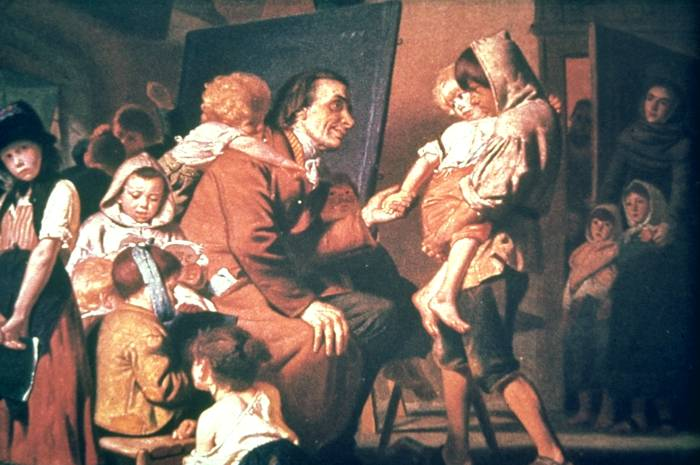
Johann Heinrich Pestallozi ontfermt zich over de weeskinderen, schilderij van Konrad Grob, 1879

### Mediationstijd
De nieuwe gecentraliseerde Helvetische Republiek kende haar aanhangers ("unitariërs"), maar haar tegenstanders, de moderaten waren in de meerderheid. In augustus 1802 benoemden rebellerende tegenstanders van de Helvetische Republiek in Nidwalden Franz Anton Wyrsch in het geheim tot Landammann. In 1803 zag Napoleon in dat het verzet tegen de Helvetische Republiek te groot was en hij herstelde de kantonale autonomie. Het kanton Waldstätten werd opgeheven en de kantons die hierin op waren gegaan, Uri, Schwyz, Zug en Unterwalden, herkregen hun autonomie. In maart 1803 werd Franz Anton Wyrsch tot Landammann gekozen. Samen met zijn collega's Franz Nikolaus Zelger, Franz Xaver Wyrsch en Ludwig Maria Kaiser bestuurde hij gedurende de Mediationstijd het halfkanton Nidwalden.

## Vanaf de Sonderbund
Nadat de Franse troepen in 1813/1814 Zwitserland verlieten werd het ancien régime hersteld. De conservatieve Regeringsraad van Nidwalden dacht er in 1815 aan om uit het eedgenootschap te stappen, maar dit werd verhinderd door bondstroepen die het halfkanton tijdelijk bezet hielden.
In 1817 werd in Hergiswil een glasfabriek geopend. Dit was min of meer de start van de (beperkte) industrialisatie van het halfkanton. 
In 1845 sloot Nidwalden zich aan bij de Sonderbund, de bond van rooms-katholieke kantons die gekant waren tegen verdere democratisering zoals het geval was in de stedelijke protestantse kantons. De aristocratische Landammänner Franz Alois Wyrsch, Clemens Zelger, Franz Josef Businger en Stanislaus Achermann zagen niets in hervormingen omdat dat hun eigen positie zou bedreigen. Binnen het conservatieve kamp was er overigens ook oppositie tegen de aristocraten, namelijk die conservatieven die burgerlijke afkomst waren, zoals Franz Durrer.
Tijdens de Sonderbundsoorlog (1847) verloor de Sonderbund de strijd. In 1848 werd Nidwalden opgenomen in de nieuwe Bondsrepubliek Zwitserland. In 1850 werd de gematigde conservatief Franz Durrer Landammann. 
Vanaf de jaren 50 van de negentiende eeuw zette de regering van Nidwalden zich in om het onderwijs te verbeteren. Er werden sindsdien o.a. moderne middelbare scholen opgericht. 
Politiek gezien is Nidwalden een bolwerk van de conservatieven (vanaf de jaren 70 van de twintigste eeuw van de Christendemocratische Volkspartij (CVP)) en de gematigde liberalen (vanaf 1894 de Vrijzinnige-Democratische Partij). Vanaf 1890 was het de goede gewoonte dat wanneer het ene jaar een CVP'er Landammann is, het andere jaar een FDP'er een Landammann is. Eind jaren 90 van de twintigste eeuw werd er van dit systeem afgeweken. Van 2002 tot 2003 was Leo Odermatt van de DN/SP de eerste Landammann die niet lid is van de CVP of FDP. In datzelfde jaar verwierf de in 1999 opgerichte Nidwalder Zwitserse Volkspartij zeven zetels in de Landraad (parlement). De huidige Landammann, Lisbeth Gabriel (CVP), is de eerste vrouwelijke Landammann. (In 2002 werden er voor het eerst vrouwen in de Regeringsraad gekozen.)
Vrouwenkiesrecht werd in 1972 ingevoerd en in 1982 werd de kiesgerechtigde leeftijd omlaag gebracht naar 18 jaar. 
In 1997 werd de laatste Landsgemeinde gehouden. 

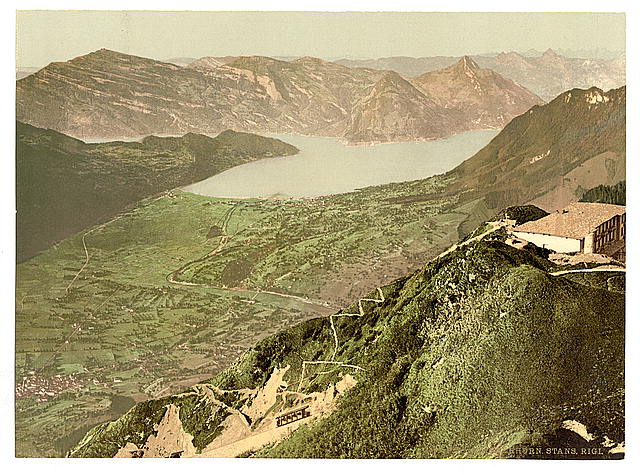
Uitzicht op Stans (hoofdstad), gezien vanaf de Stanserhorn

## Bron
- Grote Winkler Prins Encyclopedie, zevende druk 1976